# Uri Ariel
Uri Yehuda Ariel (en hébreu : אורי אריאל), né le 22 décembre 1952 à Afoula, est un homme politique israélien. Il est membre du parti nationaliste et néosioniste Tkuma. Il est député à la Knesset de 2001 à 2019.
Il est ministre de la Construction dans le gouvernement Netanyahou III du 18 mars 2013 au 14 mai 2015, puis ministre de l'Agriculture et du Développement rural dans le gouvernement Netanyahou IV de 2015 à 2019.

## Positionnement
Il est membre du parti nationaliste religieux Habayit Hayehoudi.
En tant que ministre du Logement, il affirme en 2014, à l'occasion de la Journée de Jérusalem, qu'il n'y aura plus jamais de gel de la construction à Jérusalem et, qu'« entre le Jourdain et la mer [Méditerranée], il n'y aura qu'un seul État, l’État d'Israël ».